# Sot de Ferrer
Sot de Ferrer egy község Spanyolországban, Castellón tartományban. Sot de Ferrer Segorbe, Soneja és Algar de Palancia községekkel határos. Lakosainak száma 498 fő (2024).

## Látnivalók
A település fölé magasodó, jó kilátással is szolgáló Szent Antal-domb tetején épült fel 1681-ben a Páduai Szent Antal-remeteség. A helyi plébániatemplom 1787-ben készült el, klasszicista stílusban. Mellette álló várkastély a 13. századból származik, de legjellegzetesebb gótikus elemei a 14–15. századból valók.

## Népesség
A település népessége az elmúlt években az alábbi módon változott:
| Lakosok száma | 427  | 487  | 475  | 460  | 442  | 437  | 418  | 415  | 428  | 498  |
|               | 2001 | 2004 | 2006 | 2009 | 2011 | 2014 | 2016 | 2019 | 2021 | 2024 |